# Pinheiro Novo
Pinheiro Novo ist ein Ort und eine ehemalige Gemeinde (Freguesia) im portugiesischen Kreis Vinhais. Die Gemeinde hatte 106 Einwohner (Stand 30. Juni 2011).
Am 29. September 2013 wurden die Gemeinden Pinheiro Novo und Quirás zur neuen Gemeinde União das Freguesias de Quirás e Pinheiro Novo zusammengeschlossen.